# Guanaco (1826)
La Goleta Guanaco fue un navío de la Armada Argentina durante la Guerra del Brasil.

## Historia
Considerada una nave especialmente apta para la navegación fluvial fue comprada por el estado nacional el 16 de septiembre de 1826 a Pedro Máximo en la suma de $9700. Tras ser armada en el Arsenal de Barracas el 10 de diciembre al mando del sargento mayor Enrique Granville se incorporó a la escuadra republicana comandada por Guillermo Brown para ser destinada de inmediato a la campaña naval que culminó en la decisiva victoria argentina en la batalla de Juncal del 8 y 9 de febrero de 1827.
Retirado de mando Granville y al mando temporal del capitán Innis Johnson el 23 de febrero varó en la isla Martín García. Tras ser reparada y rearmada en Barracas se reintegró a la escuadra en abril al mando del capitán Antonio Toll. Al mando de Toll y posteriormente de Guillermo Chambers patrulló los accesos a la ciudad bloqueada por la armada imperial.
El 7 de diciembre bajo el mando accidental de Tomás Espora acudió en auxilio del bergantín Congreso al mando de César Fournier que a su regreso de una campaña de corso era atacado por una división enemiga a la altura de la Ensenada de Barragán.
El 3 de enero de 1828 sufrió un motín mientras se encontraba fondeado en el río Luján. Los amotinados asesinaron al segundo comandante teniente Pedro Lorenzo Peterson, quien se encontraba al mando por encontrarse el capitán Chambers en tierra, tras lo que huyeron en los botes. Al varar en las cercanías de Las Conchas fueron capturados por las cañoneras 1 y 5 y sus dos líderes fusilados tras juicio sumario en la cubierta de la goleta Maldonado.
El 18 de enero se reintegró a a escuadra en su fondeadero de Los Pozos. El 6 de febrero se encontraba fondeada en Balizas Interiores cuando perdió el ancla y derivó a la costa, siendo salvada por el mismo Brown que acudió a bordo en una ballenera y consiguió llevarla a Las Conchas con daños menores.
Tras ser reparada y rearmada se reintegró a a escuadra en agosto de 1828. Tras la paz con el Imperio del Brasil fue vendida en remate a Diego Brittain por $ 11000. Fue registrada por el comerciante británico con el nombre Nuestra Señora de las Mercedes en marzo de 1829.